# 潘詠周
潘詠周（1905年—1996年），字作民，號新之，江蘇吳縣人，陳發科弟子，台灣著名武術家，將陳氏太極拳傳承至台灣。
潘詠周自幼多病體弱，常有頭痛心悸等毛病。到北京就讀北平大學法商學院時，為了強身健體，於民國19年（西元1930年），至北平太極拳研究社開始學習楊氏太極拳。經人介紹，拜入劉慕三門下學習吳氏太極拳。又經過劉慕三的引薦，於民國20年（西元1931年），拜陳發科為師，學習陳氏太極拳，習得大架（又稱老架）頭套十三式與二套炮捶。。
潘詠周所傳承的是陳發科的老架，其拳架柔和內斂，在台灣，尚有王鶴林、王夢弼兩位老師，同為陳發科系統，但是潘詠周的弟子較多，影響力超過其他兩位老師。
著有《陳氏太極拳大全》。